# باتريسيا شميد
باتريسيا شميد هي عارضة سويسرية، ولدت في 23 يناير 1985 في Rothrist ‏ في سويسرا.

## روابط خارجية
- باتريسيا شميد على موقع دليل عارضات الأزياء (الإنجليزية)